# Fujiya
Fujiya Co. Ltd. (jap. 株式会社不二家 Fujiya Kabushiki-gaisha) – sieć sklepów cukierniczych ze słodyczami i restauracji działających w całej Japonii. Jej pierwszy sklep został otwarty w Jokohamie w 1910 roku.
Sieci przypisuje się wprowadzenie bożonarodzeniowego ciasta do Japonii.

## Historia
Fujiya rozpoczęła działalność 16 listopada 1910 roku jako mały sklep cukierniczy przy ulicy Motomachi w Jokohamie.
Wcześniej otwarte sklepy w Motomachi (listopad 1910), Isezakichō (styczeń 1922) i Ginzie (sierpień 1923) zostały zniszczone przez pożar podczas wielkiego trzęsienia ziemi w Kanto w 1923 roku. W czerwcu 1938 roku założono spółkę Fujiya Daini Co., Ltd., którą w grudniu przemianowano na Fujiya Co., Ltd.
W 1950 roku powstała Peko-chan, maskotka sieci Fujiya, a rok później Poko-chan (chłopięca wersja Peko-chan). Notowana na pierwszej sekcji giełd w Tokio, Osace i Nagoi miało miejsce w lutym 1965 roku. W maju 1991 roku otwarto sklepu Fujiya w Bangkoku w Tajlandii. W kwietniu 1995 roku powstała postać psa, przyjaciela Peko-chan i Poko-chan.
W czerwcu 2003 roku firma wycofała się z giełd w Osace i Nagoi. W 2007 roku produkcja i sprzedaż zostały niemal wstrzymane po serii problemów wynikających z użycia przeterminowanych składników.
Pod koniec 2016 roku firma otworzyła swój pierwszy sklep cukierniczy w Tajpej na Tajwanie. W czerwcu 2022 roku po zmianie klasyfikacji rynku na Giełdzie Papierów Wartościowych w Tokio spółka przeniosła się z sekcji pierwszej do głównej.
Sklep cukierniczy VI Fujiya w maju 2024 roku zdobyła nagrodę „Wood Pencil” w kategorii brandingu podczas D&AD Awards 2024, międzynarodowej nagrody w dziedzinie projektowania i reklamy. Natomiast w październiku zdobywa nagrodę „2024 Good Design Best 100”.

## Maskotka

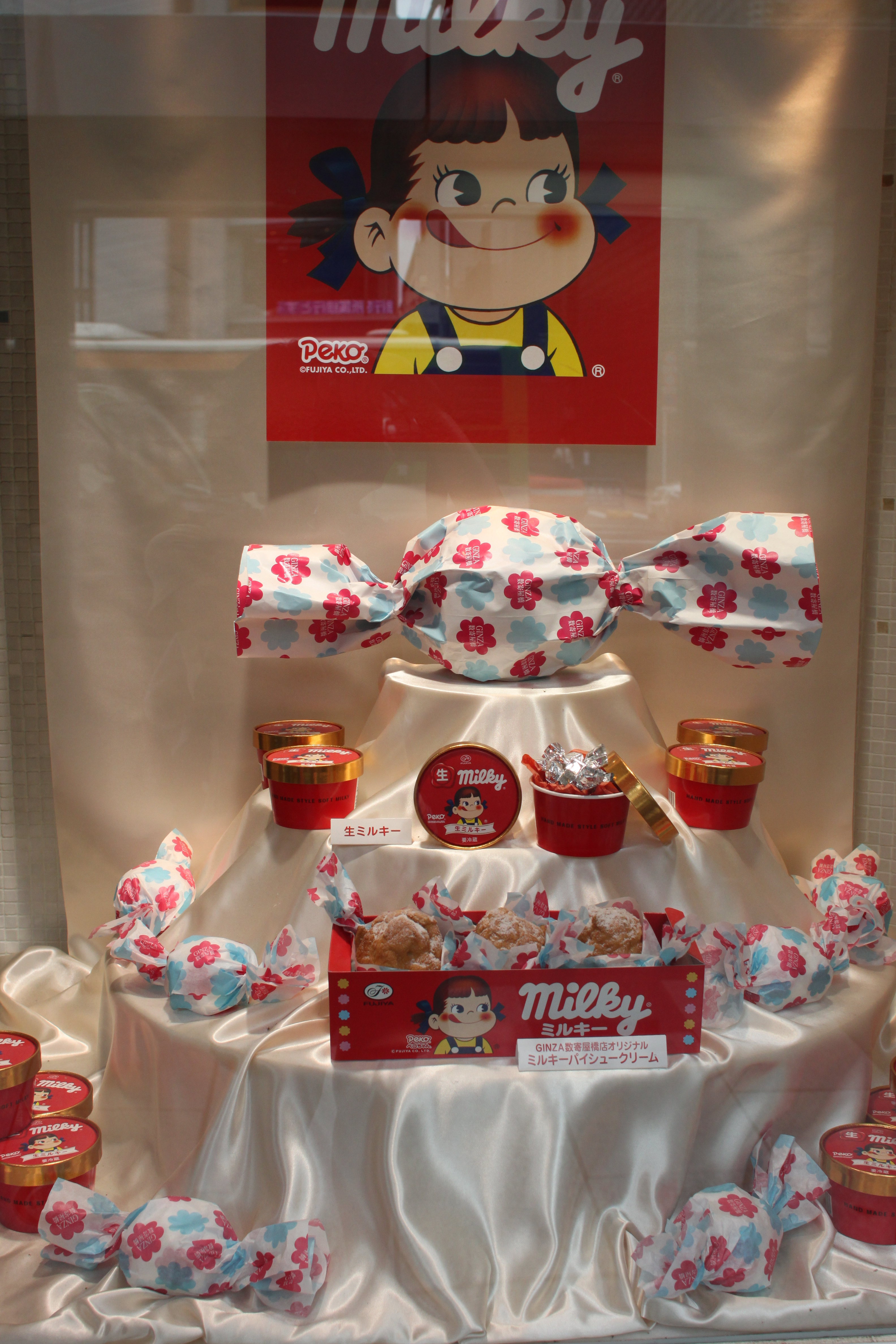
Zdjęcie Peko-chan umieszczone na produkcie Milky

Postać Peko-chan można zobaczyć we wszystkich sklepach Fujiya, jest ona znakiem rozpoznawczym firmy. Jest to urocza dziewczynka z warkoczykami, pucołowatymi policzkami i wysuniętym językiem.
Peko-chan, maskotka Fujiya została pierwotnie stworzona jako postać produktu dla słodyczy Milky firmy wprowadzonych na rynek w 1950 roku, ale później stała się maskotką całej firmy.
Maskotka Peko-chan jest „twarzą Fujiya” i pojawia się na opakowaniach różnych słodyczy, podobnie jak jej chłopak Poco-chan, który pojawił się w 1951 roku i pies powstały w 1995 roku, są również nieodzownymi członkami rodziny Fujiya.
W 2022 roku w Ginzie otwarto „Peko chan House Peko chan no ucha” (Peko chan House ペコちゃんのおうち), sklep specjalizujący się w towarach Peko-chan.